# Liste der Einträge im National Register of Historic Places im Lawrence County (Illinois)

Lage des Lawrence County in Illinois

Die Liste der Einträge im National Register of Historic Places im Lawrence County in Illinois führt alle Bauwerke und historischen Stätten im Lawrence County auf, die in das National Register of Historic Places aufgenommen wurden.
| [ 1 ] | Name                       | Bild                       | Eintragsdatum        | Lage                                           | Ort           | Beschreibung |
| ----- | -------------------------- | -------------------------- | -------------------- | ---------------------------------------------- | ------------- | ------------ |
| 1     | Lawrence County Courthouse | Lawrence County Courthouse | 2010 ID-Nr. 10000992 | 1100 State Street 38° 43′ 46″ N, 87° 40′ 56″ W | Lawrenceville |              |